# Тирск, Джоан
Джоан Тирск (англ. Irene Joan Thirsk, урожд. Уоткинс; 19 июня 1922, Сент-Панкрас, Лондонское графство — 3 октября 2013, Пембури, Юго-Восточная Англия) — британский историк экономики, а также социальный историк, историк сельского хозяйства. Доктор философии (1950), ридер Оксфорда (1965—1983), член Британской академии (1974), иностранный член Американского философского общества (1982). CBE (1994). Являлась ведущим британским аграрным историком раннего модерна во второй половине двадцатого века.

## Биография
Родилась и выросла на севере Лондона; её отец был рабочим, а мать имела французские корни. Училась в Camden School for Girls (с 1933), где её побудят к изучению экономической истории уроки учительницы истории, а затем в Westfield College — эвакуированном в Оксфорд. В 1941 году получила степень по немецкому и французскому языкам (а также по испанскому). Благодаря знанию немецкого языка попала на службу в разведкорпус в Блетчли-парке (с 1942 по 1945 год), там же познакомится со своим будущим супругом-библиотекарем (поженились в 1945); достигла звания субалтерна. После войны получила степень по истории с отличием (1947; училась у Rosalind Hill и Николая Рубинштейна, а также Mary Stocks, Baroness Stocks) и работала над докторской диссертацией под началом Ричарда Генри Тоуни в Лондонской школе экономики, где ей также доведется преподавать. С 1951 исследователь в Лестерском университете. В 1965 сменила W. G. Hoskins в должности ридера экономической истории Оксфорда. С 1983 года в отставке. Сыграла важную роль в основании Британского сельскохозяйственного общества.
Являлась редактором Agricultural History Review (1964-72), а с 1956 года — членом редколлегии Past and Present. Почётный феллоу St Hilda's College, Oxford и Келлог-колледжа, также удостоилась восьми почетных докторских степеней (в частности в Голландии). Удостоилась и фестшрифтов. Читала Ford Lectures (1975). В 1973 году посещала Японию. В её честь именована Joan Thirsk Memorial Prize, вручаемая с 2017 года.
Остались супруг, сын и дочь (1956 и 1958 г. р. соотв.). Её близкой подругой была вдова Arthur Prior.

## Труды
- English Peasant Farming (1957)
- Tudor Enclosures (1959)
- The Agrarian History of England Wales, IV, 1500—1640 (1967), V, 1640—1760 (1984)
- The Restoration (1976)
- Economic Policy and Projects (1978)
- Alternative Agriculture: A History from the Black Death to the Present Day (1997)
- Food in Early Modern England: Phases, Fads, Fashions, 1500—1760 (2007)
- Hadlow: Life, Land and People in a Wealden Paris, 1460—1600 (2007)